# Euagrus charcus
Euagrus charcus är en spindelart som beskrevs av Coyle 1988. Euagrus charcus ingår i släktet Euagrus och familjen Dipluridae. Inga underarter finns listade i Catalogue of Life.